# Ourapteryx ramosa
Ourapteryx ramosa är en fjärilsart som beskrevs av Alfred Ernest Wileman 1910. Ourapteryx ramosa ingår i släktet Ourapteryx och familjen mätare. Inga underarter finns listade i Catalogue of Life.

## Bildgalleri

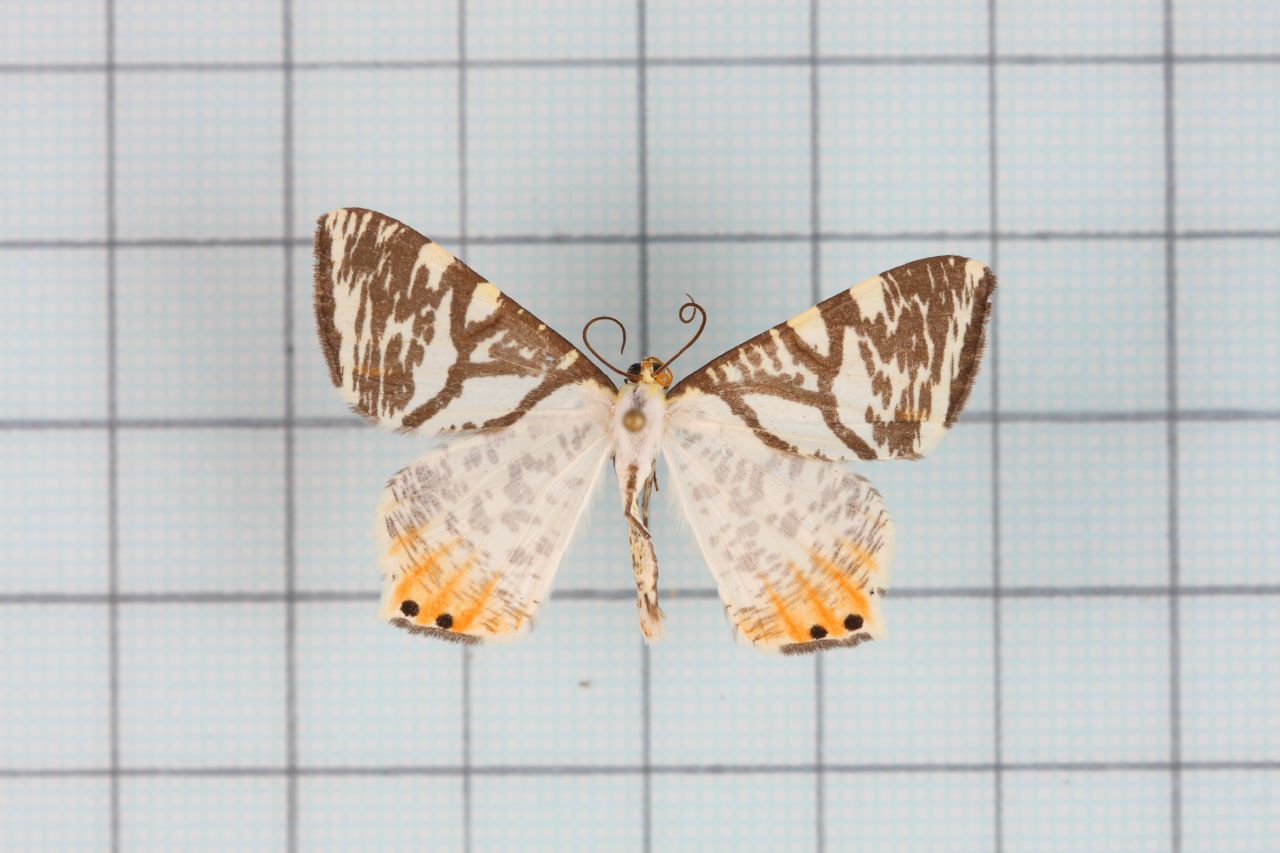
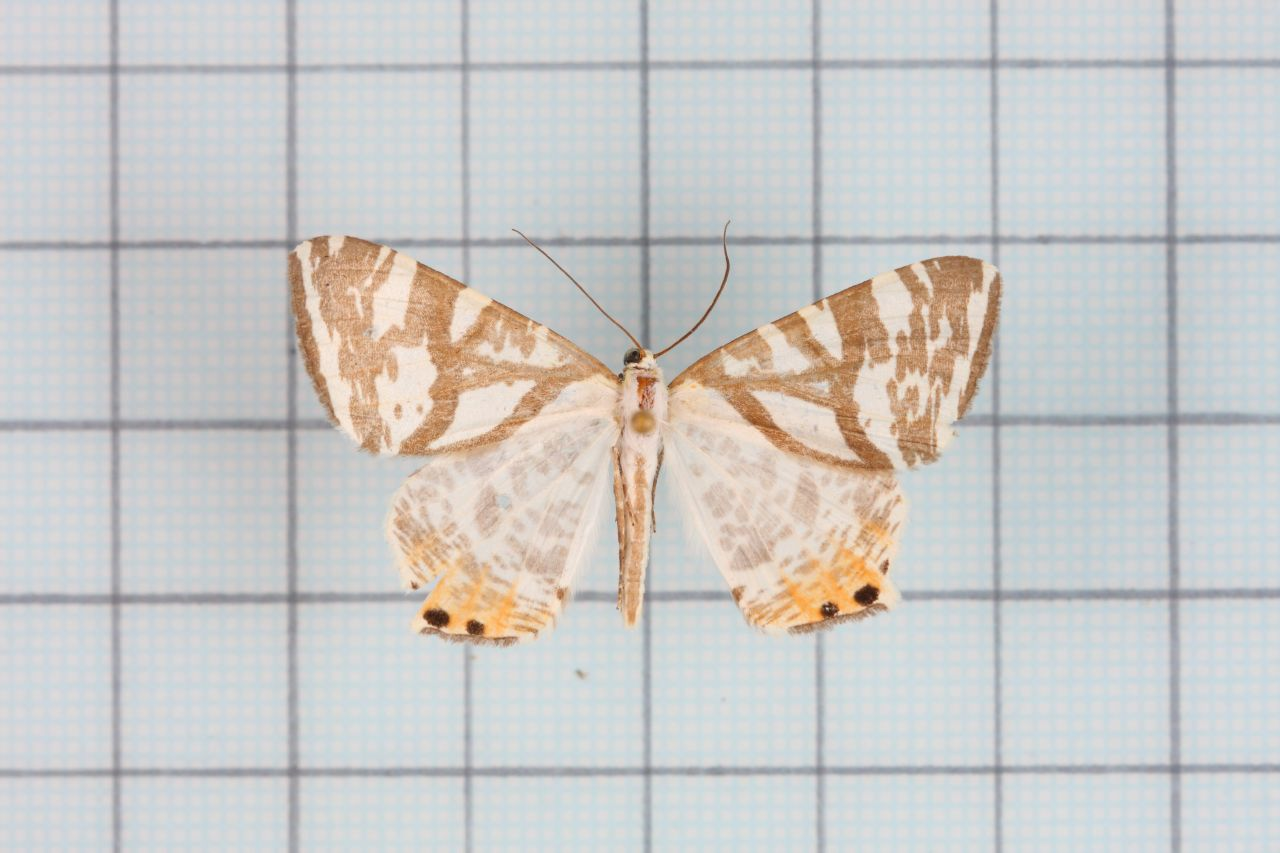
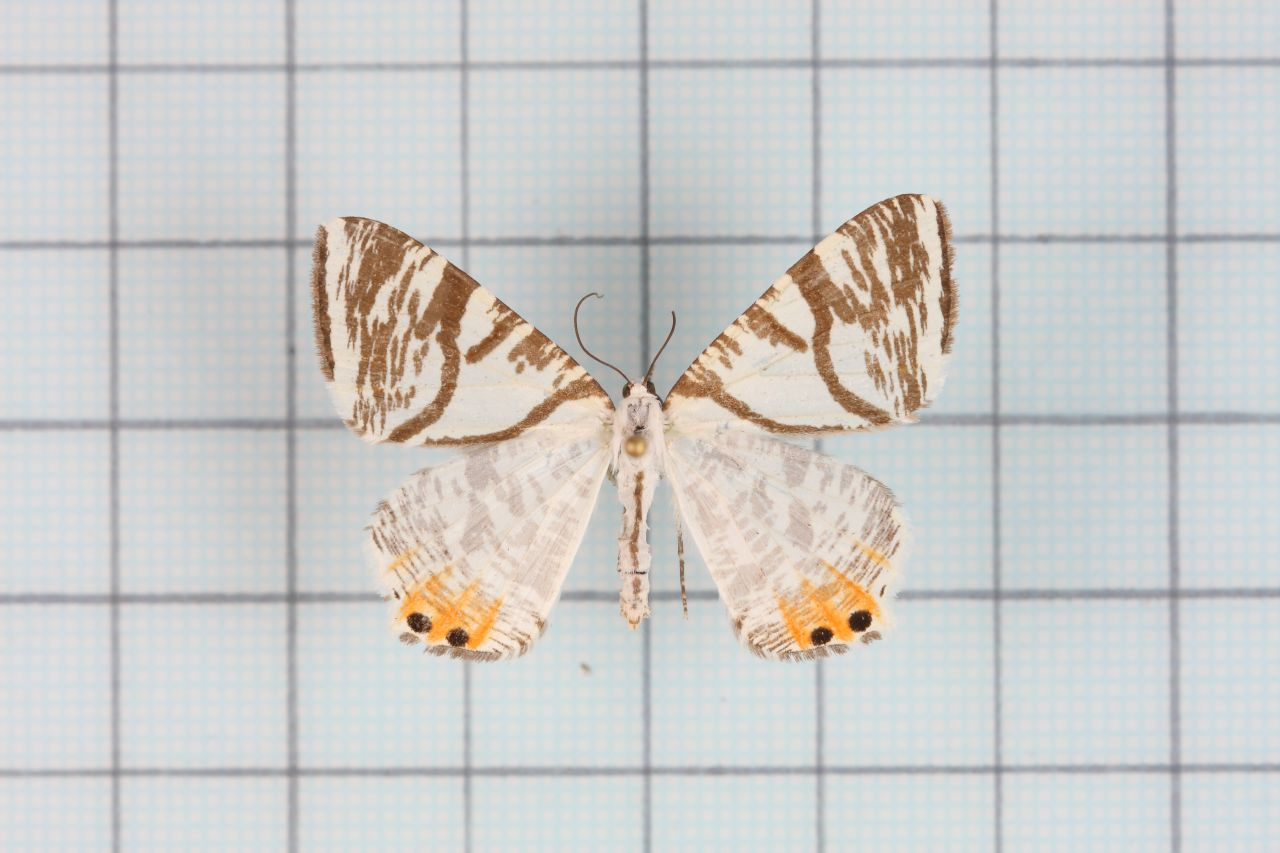
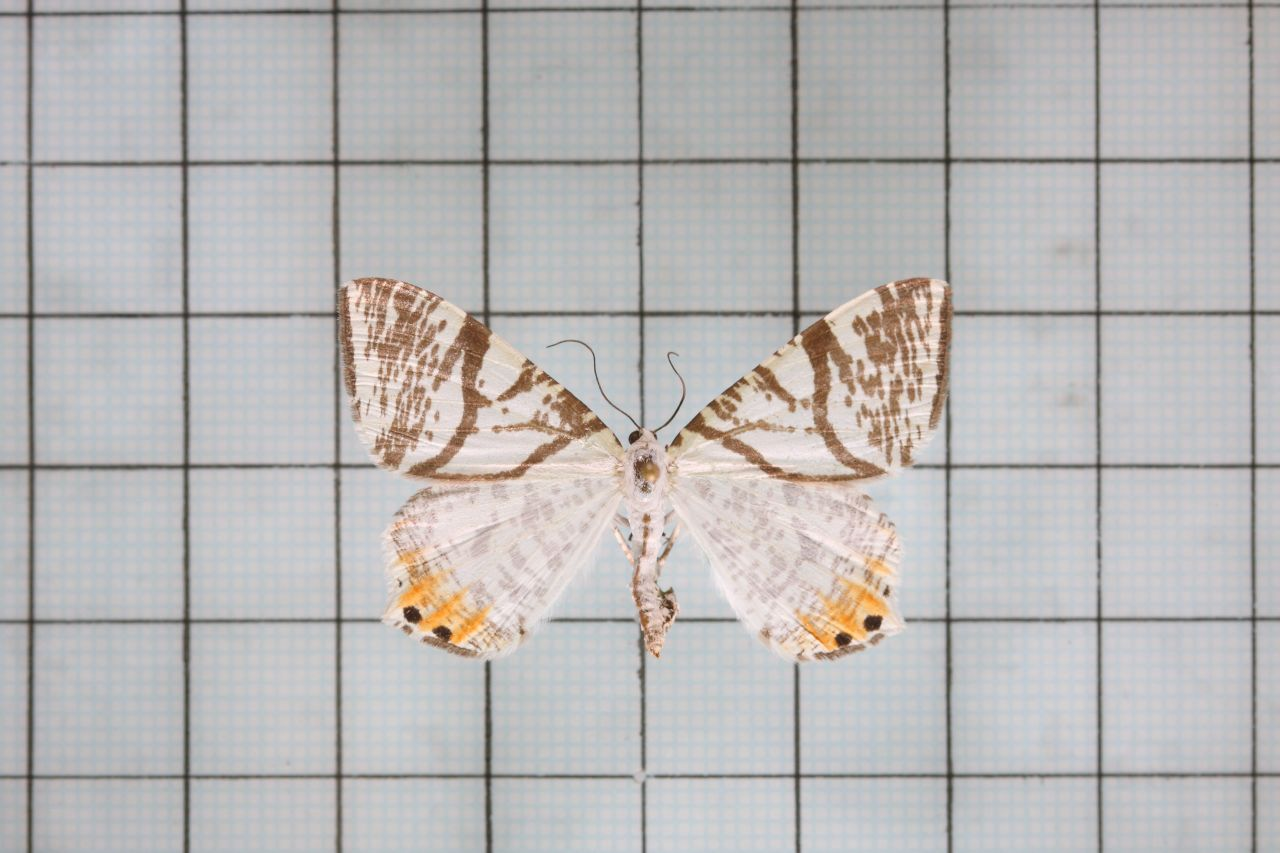